# Vantaa
Vantaa (Zweeds: Vanda) is een gemeente en stad in Finland die samen met Espoo en Kauniainen de stedelijke agglomeratie rondom de hoofdstad Helsinki vormt. Vantaa ligt direct ten noorden van Helsinki.
Vantaa is een tweetalige gemeente met Fins als meerderheidstaal (± 95%) en Zweeds als minderheidstaal.
Vantaa heeft een landoppervlakte van 238,38 km² en telt 242.819 inwoners (2022). Daarmee is het de op drie na grootste gemeente van Finland. In Vantaa bevindt zich de grootste luchthaven van het land: Helsinki-Vantaa.
Vantaa heeft geen geschiedenis als zelfstandige stad. In het gebied ten noorden van Helsinki begonnen in de 19e eeuw de eerste buitenwijken op te komen. In 1865 werd daarom de plattelandsgemeente Helsinki gesticht. Toen in de jaren ’70 de groei van buitenwijken een explosieve groei aannam werd de plattelandsgemeente in 1974 omgedoopt in de stad Vantaa, haar naam ontlenend aan de rivier die door de gemeente stroomt.
Vantaa heeft veel gemeen met buurgemeente Espoo: beide fungeren als voorstad van Helsinki en beide missen een duidelijk eigen stadscentrum. Waar Espoo vooral veel kantoren huisvest bevinden zich in Vantaa met name logistieke en productiebedrijven, ook door de nabijheid van de luchthaven.
Belangrijkste bezienswaardigheid is het wetenschapscentrum Heureka.

## Stedenbanden
- Askim (Noorwegen), sinds 1951
- Frankfurt (Oder) (Duitsland), sinds 1987
- Huddinge (Zweden), sinds 1951
- Jinan (China), sinds 2001
- Kinesjma (Rusland), sinds 1969
- Lyngby-Taarbæk (Denemarken), sinds 1951
- Matte Yehuda (Israël), sinds 1967
- Mladá Boleslav (Tsjechië), sinds 1978
- Nuuk (Groenland), sinds 1965
- Rastatt (Duitsland), sinds 1968
- Salgótarján (Hongarije), sinds 1975
- Seyðisfjörður (IJsland), sinds 1980
- Słupsk (Polen), sinds 1987

## Geboren in Vantaa
- Laila Kinnunen (1939-2000), zangeres
- Olli Mustonen (1967), pianist
- Jarmo Saastamoinen (1967), voetballer
- Mika Häkkinen (1968), autocoureur
- Riikka Talvitie (1970), componist/hoboist
- Sampsa Astala (1974), drummer van Lordi
- Mika Kottila (1974), voetballer
- Eicca Toppinen (1975), cellist
- Leena Peisa (1979), toetsenist van Lordi
- Marko Kolsi (1985), voetballer
- Emmi Silvennoinen (1988), muzikante
- Valtteri Moren (1991), voetballer
- Henriikka Mäkelä (1997), voetbalster
- Lauri Markkanen (1997), basketballer
- Jon Sallinen (2000), freestyleskiër